# 헨리크 수하르스키
헨리크 수하르스키(폴란드어 : Henryk Sucharski, 1898년 11월 12일 ~ 1946년 8월 30일)는 폴란드의 군인이다. 제1차 세계 대전, 폴란드-소련 전쟁, 제2차 세계 대전에 참전했다. 폴란드 침공 당시 단치히 자유시에 있던 베스테르플라테(Westerplatte) 반도 주둔 폴란드군 총지휘관이었다.

## 생애

### 생애 초반
헨리크 수하르스키는 1898년 11월 12일 오스트리아령 폴란드에 속한 동브로바(Dąbrowa) 군 그렘보슈프(Gręboszów) 마을에서 태어났다. 그렘보슈프는 크라쿠프(Kraków)에서 60km 정도 떨어진 마을이다. 1909년부터 1917년까지 김나지움을 다녔고 졸업 후 오스트리아-헝가리 제국 육군에 입대했다.

### 제1차 세계 대전
당시는 제1차 세계 대전이 일어나고 있을 때였기에 사관후보생으로 이탈리아 전선에 배치되었다. 그는 이탈리아 전선에서 32 소총 연대 9 중대에 배치되었다. 그러나 1년도 안 돼서 전쟁이 끝났고 오스트리아-헝가리 제국이 해체되었기 때문에 정식 장교로 임관되지 못하였다.

### 폴란드-체코슬로바키아 전쟁
제1차 세계 대전이 끝나고 폴란드 제2공화국으로 조국이 독립하자 1919년 2월 7일 폴란드군에 병으로 입대했다. 당시 폴란드와 체코는 치에신(Cieszyn) 지역에서 분쟁을 벌였는데 수하르스키는 여기서 방어전에 참전했으며 이후 1919년 4월에 부사관이 되었다. 전쟁은 체코슬로바키아의 부분적 승리로 끝났다.

### 폴란드-소련 전쟁
수하르스키는 부사관으로써 1919년 10월에 소련의 일원인 리투아니아 벨로루시 소비에트 사회주의 공화국 침공에 나섰다. 11월에는 다시 사관후보생이 되었다. 결국 1920년 1월에 정식 폴란드군 장교(소위)가 되었다. 당시 폴란드 제2공화국은 123년 동안 지도에서 사라졌던 나라였기 때문에 장교 숫자가 부족했다. 그러므로 장교로 임관되자마자 소위 계급인데도 6 보병 사단 배속 중대장으로 지휘를 했다. 이후 르부프(Lwów) 인근의 보그다누프카(Bogdanówka) 전투에서 지휘를 맡았다. 1920년 8월 30일 비르투티 밀리타리(Virtuti Militari) 훈장을 받았다.

### 전간기직업 군인생활
1921년에 폴란드-소련 전쟁이 끝나고도 계속 직업 군인 생활을 했다. 1922년에는 중위, 1928년에는 대위, 1938년에는 소령으로 진급했다.

1938년 12월 3일, 단치히 자유시에 위치한 베스테르플라테(Westerplatte) 반도에 주둔한 폴란드군 지휘관으로 임명을 받았다. 당시 베스테르플라테는 폴란드 제2공화국이 아니라 국제 연맹 산하 자유 도시인 단치히 자유시에 속해 있었지만 국제 협약에 의해 폴란드군 88명이 주둔할 권리가 있었다. 그러나 나치 독일이 1933년에 국제 연맹을 탈퇴하고 단치히 자유시에서도 나치당이 집권하자 폴란드 제2공화국 정부는 주둔군을 88명에서 205명으로 늘렸다. 이후 수하르스키는 계속 지휘관을 맡게 된다.

### 제2차 세계 대전

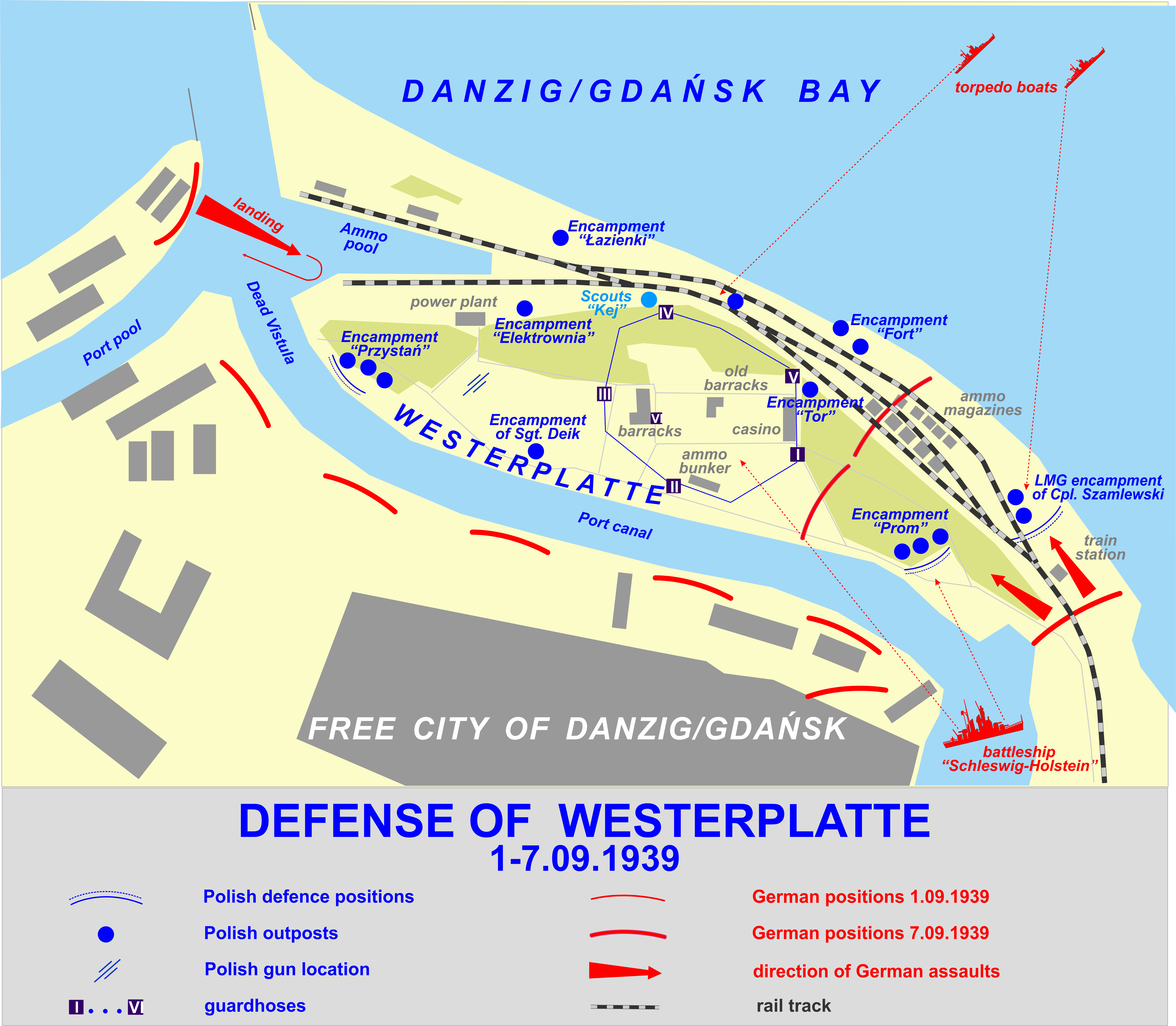
베스테르플라테 지도(영어)

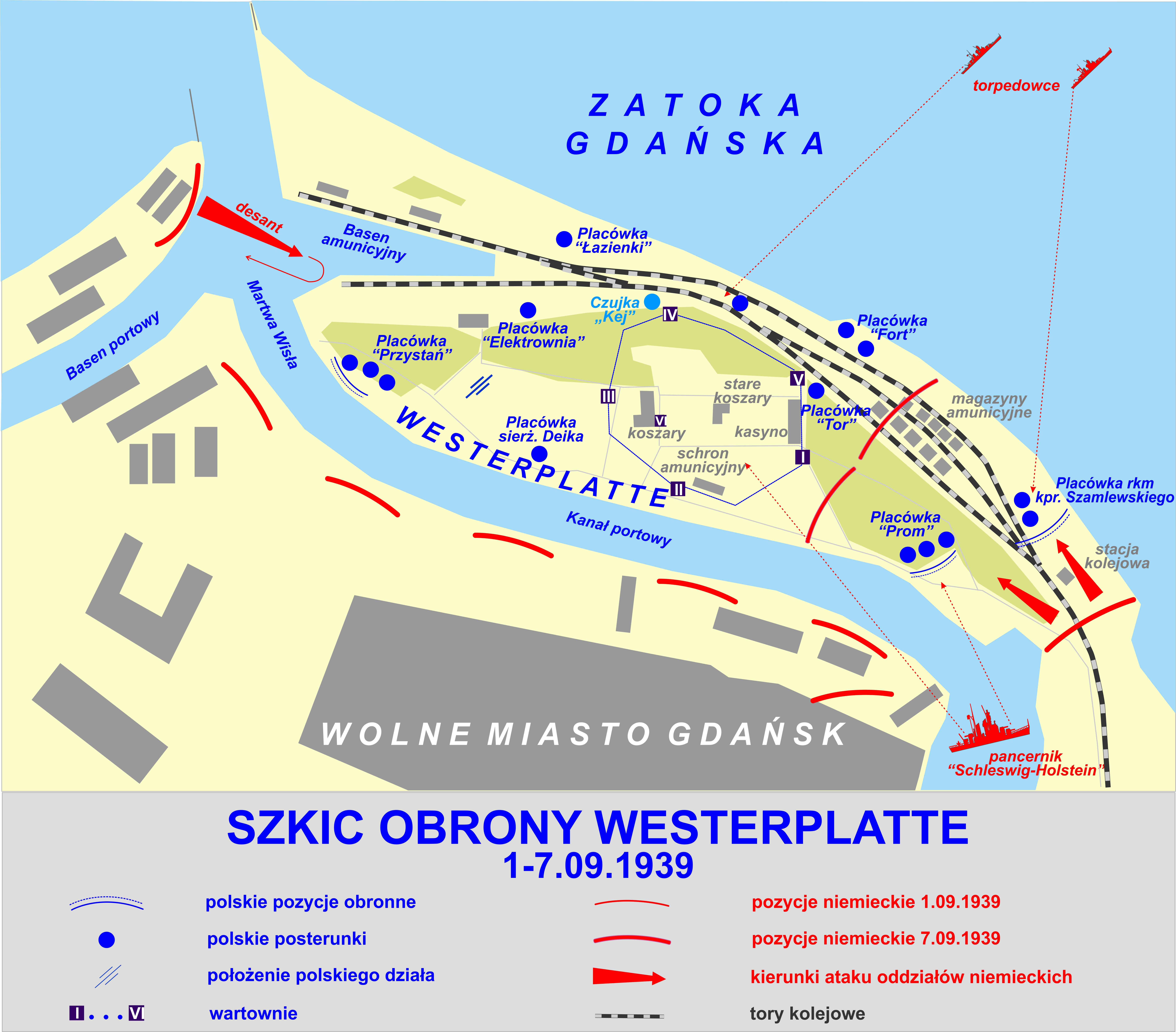
베스테르플라테 지도(폴란드어)

1939년 9월 1일, 나치 독일이 단치히 자유시에 대한 영유권을 주장하며 폴란드 제2공화국을 침공하였다. 폴란드 침공 당시 가장 먼저 공격받았던 곳이 베스테르플라테였기에 헨리크 수하르스키 소령을 포함한 휘하 205명의 주둔군은 독일군에 맞서서 일주일간 버텼다. 당시 주둔군은 205명이었고 75mm 야전포 1문, 스웨덴 보포스제 37mm 대전차포 2문, 81mm 스톡스 중(中) 박격포 4문을 보유했다. 또한, 중기관총(Ckm wz.30, 브라우닝 M1917 중기관총 개량형) 16정, 경기관총(Browning wz.1928, 브라우닝 자동소총 개량형) 25정, 소총(G98 개량형) 160정, 권총(Vis 권총) 40정, 1,000여 발 이상의 수류탄을 개인 장비로 보유하고 있었다.
1939년 9월 1일 오전 4시 45분에 독일군의 전함 슐레스비히-홀슈타인 호가 베스테르플라테 병영에 함포 사격을 가하면서 제2차 세계 대전이 시작되었다. 슐레스비히-홀슈타인 호가 함포 사격을 한 다음 독일군 해병들이 베스테르플라테 반도에 상륙을 시도했으나 폴란드군의 박격포, 기관총 사격에 가로막혔다. 첫 날에는 폴란드군 205명 중 1명이 즉사하고 3명이 부상으로 인해 죽었다. 반면 독일군 전투부대 225명 중 16명이 죽었고 120명이 부상을 당했다. 독일군 사상자는 더 늘어날 수 있었지만 수하르스키 소령은 첫 날 박격포 포탄을 아끼라고 명령했다. 그러나 이튿날이 되자 Ju-87 슈투카 급강하 폭격기가 폴란드군 진지에 폭격을 가해서 박격포와 통신 시설 등이 파괴되었다. 그래서 아껴놓았던 포탄이 전부 무용지물이 되고 말았다. 결국 첫 날, 박격포 포탄 860발 중 104발 밖에 사용하지 못했고 그 뒤로는 영영 사용하지 못했다.
둘째 날의 폭격으로 폴란드군 8명 이상이 사망하였다. 독일군은 폭격을 다 했으니 폴란드군이 전멸했을 것이라 생각했지만 실상은 그렇지 않았다.
수하르스키 소령 휘하 폴란드군들은 영국군이나 프랑스군 혹은 폴란드 제2공화국의 포모제 군(Armia Pomorze)이 구원해줄 것이라 생각했지만 나치 독일의 오스트프로이센과 오스트포메른 사이에 끼어있는 폴란드 회랑에 주둔하며 양쪽에서 공격을 받던 포모제 군이 어찌 구원할 방도는 없었고 영국군과 프랑스군은 나치 독일에 선전포고만 하고서는 아무런 행동을 하지 않았다.(가짜 전쟁)
그 이후 독일군은 베스테르플라테 반도에 대한 상륙 작전을 중단했다. 폭격과 해상 포격으로 작전을 변경했다. 넷째 날에 독일군은 제1차 세계 대전 때 쓰던 노후 어뢰정(노후했지만 함포도 있었다) 2척까지 동원해서 포격을 가했다. 결국 폴란드군 방어벽 두 곳이 파괴되어 남은 부대원들은 반도 북서쪽으로 후퇴했다. 독일군은 폴란드 베스테르플라테 주둔군 본진 가까이까지 점령했다.
다음 날, 수하르스키 소령은 전투신경증에 걸리고 말았다. 그는 휘하 부대원들을 소집하여 항복 여부에 대해서 회의했다. 전투신경증에 걸린 수하르스키 소령을 대신해서 주둔군 부지휘관이었던 프란치셰크 동브로프스키(Franciszek Dąbrowski) 대위가 지휘관을 대신했다.
9월 6일에는 독일군이 폴란드군의 본진 공격에 나섰다. 이들은 우선 폴란드군의 연료가 저장된 석유 탱크로리와 폴란드군이 숨어서 독일군에게 저항할 가능성이 높은 베스테르플라테 반도의 숲 지대를 노렸다. 독일군은 기차에다가 인화성 물질을 가득 싣고 폴란드군 석유 탱크로리와 숲을 불태우려고 했다. 하지만 폴란드군은 37mm 대전차포와 기관총 등으로 저항하여서 기차를 이용한 두 차례의 공격은 실패했다. 하지만 독일군은 베스테르플라테 인근의 대부분의 지역을 점령 완료한 상태였다. 독일군은 슈투카 급강하 폭격기와 야포 등을 동원해서 폴란드군 진지에 폭격 및 포격을 가했다. 비록 베스테르플라테 반도는 독일군에게 완전히 포위되었지만 수하르스키 소령과 동브로프스키 대위 휘하 부대원들의 고군분투는 독일군에게 밀리던 폴란드 제2공화국 전역에 알려졌고 이는 수하르스키 소령의 영웅화에 기여했다.
결국 1939년 9월 7일 오전 10시 15분, 수하르스키 소령과 살아남은 폴란드군들은 백기를 들고 독일군에게 투항했다. 하지만 독일군이 잘 싸웠다고 평가하기는 어려웠다. 205명의 폴란드군 중 15명만이 전사했고 53명만이 부상을 입은 반면 3,400명의 독일군 중 약 300~400명의 독일군이 전사 혹은 부상을 입었다. 당시 독일군 지휘관 프리드리히 에버하르트는 이처럼 10배 이상으로 많은 독일군에게 1주일 동안이나 버틴 헨리크 수하르스키 소령이 군모(Rogatywka)와 칼(Szabla)을 찬 채로 항복하도록 하였다. 항복 이후 이들은 독일에 있는 포로 수용소로 끌려갔다.

### 수용소생활
항복 직후 그단스크에 임시 수용되었다가 동프로이센, 작센, 동부 포메라니아 순으로 이송되었다. 이후 소련군이 오자 1945년 3월 슈베린으로 끌려갔다. 슈베린에 있던 수용소는 미군에 의해 해방되었다.

### 전후
1945년 7월, 수하르스키 소령은 브와디스와프 안데르스(Władysław Anders) 장군이 이끄는 자유 폴란드군 제2군단에 들어갔다. 자유 폴란드군 제2군단은 카틴 학살을 저지른 소련 밑에 들어가지 않은 폴란드군이 모인 곳이다. 전후 폴란드는 소련군이 44년 동안 점령했기 때문에 이들은 폴란드에 안 돌아가고 이탈리아에 주둔해 있었다. 이후 1946년 1월 제2군단 6 소총 대대의 대대장을 맡게 되었다. 1946년 8월 19일, 복막염으로 나폴리에 위치한 병원에 실려갔다. 8월 30일에 결국 복막염으로 사망하였다. 사후 이탈리아 바리에 위치한 카사마시아 폴란드군 묘지에 묻혔다. 이후 1971년에 그의 유해는 고국으로 되돌아와서 그가 활약했던 베스테르플라테에 묻혔고 폴란드 인민 공화국도 그에게 훈장을 추서했다.

## 서훈 내역
- Krzyż Komandorski Orderu Wojennego Virtuti Militari - 사후 수여(1971년 9월 1일)
- Krzyż Srebrny Orderu Wojennego Virtuti Militari
- Krzyż Walecznych – 2번 수훈
- Złoty Krzyż Zasługi
- Medal Pamiątkowy za Wojnę 1918-1921
- Medal Dziesięciolecia Odzyskanej Niepodległości

## 논란
헨리크 수하르스키(Henryk Sucharski)가 농민의 자식으로 태어난 반면 그의 부관 프란치셰크 동브로프스키(Franciszek Dąbrowski)는 유복한 귀족(Szlachta) 집안에서 태어났다. 이 때문에 공산주의 정권이 사령관인 수하르스키만 띄워주고 동브로프스키는 상대적으로 외면했다는 주장이 나온다. 하지만 역설적으로 수하르스키는 공산주의 정권에 협력 안 하고 자유 폴란드군에 전후 복무했으며 동브로프스키는 폴란드 인민군(Ludowe Wojsko Polskie)에 전후 복무해서 대위에서 중령까지 올라갔다.

## 같이 보기
- 프란치셰크 동브로프스키